# 14969 Willacather
14969 Willacather este un asteroid din centura principală de asteroizi.

## Descriere
14969 Willacather este un asteroid din centura principală de asteroizi. A fost descoperit pe 28 august 1997 la Lime Creek de Robert Linderholm. Asteroidul prezintă o orbită caracterizată de o semiaxă mare de 2,29 ua, o excentricitate de 0,14 și o înclinație de 3,4° în raport cu ecliptica.